# مارک اسپیتز

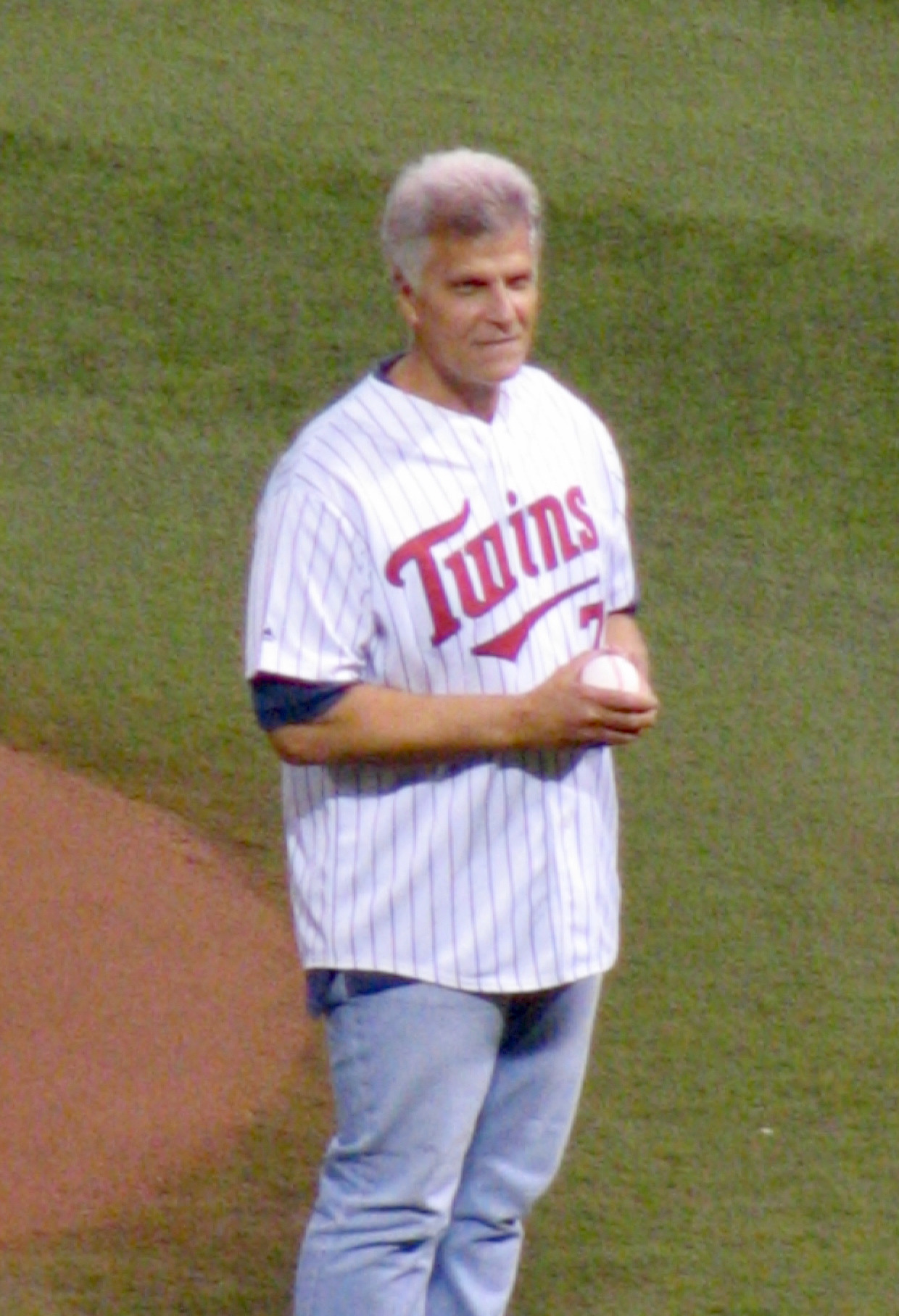
مارک اسپیتز، ژوئیه ۲۰۰۸

مارک اسپیتز (به انگلیسی: Mark Spitz) (زاده ۱۰ فوریه ۱۹۵۰ در مودستو، کالیفرنیا) شناگر بازنشسته آمریکایی است که با کسب هفت مدال طلا در المپیک ۱۹۷۲ مونیخ بهترین دستاوردی را که در آن زمان، یک ورزشکار در یک دوره المپیک به آن رسیده‌است، ثبت کرد.
رکورد اسپیتز تا ۳۶ سال بعد پابرجا بود، تااینکه مایکل فلپس، شناگر هموطن او، در المپیک ۲۰۰۸ پکن، با کسب هشت مدال طلا، آن را بهبود بخشید.
اسپیتز در طول دوران ورزش حرفه‌ایِ خود ۳۳ رکورد جهانی را به ثبت رساند او در سال‌های ۱۹۶۹ و ۱۹۷۱، ۱۹۷۲ به عنوان شناگر برتر سال جهان انتخاب شد.